# Église Saint-Martin de Montselgues
L'église Saint-Martin est une église située à Montselgues, en France.

## Localisation
L'église est située sur la commune de Montselgues, dans le département français de l'Ardèche.

## Protection
L'édifice est inscrit au titre des monuments historiques en 1935.